# Expression Web
Microsoft Expression Web con nombre código Quartz es un editor de páginas web HTML considerado una versión superior de FrontPage 2003 por su semejanza en aspectos a este último. Utiliza el mecanismo WYSIWYG (Lo que ve es lo que obtiene) para modificar páginas Web. 
Actualmente, Microsoft anunció en 2012 (el año del que saldría su última versión) que Expression sería discontinuado, siendo su sucesor, el componente de edición de objetos Blender, perteneciente a la familia Visual Studio

## Características
Está enfocada al cumplimiento de estándares, ya que permite aprobar nuestro contenido contra el estándar que el usuario desee seguir o navegadores en los que se planea montar la aplicación Web. Además, Expression Web es compatible con hojas de estilo CSS y con Microsoft Visual Studio. Así mismo, incluye la capacidad de procesar archivos XML mediante JavaScript.
Desde la versión 2 del programa, se permite la integración con lenguajes de servidor como ASP.NET o PHP sin necesitar de instalar un servidor. También permite la interacción con Adobe Photoshop para generar imágenes.

## Historia de versión

### Microsoft Expression Web
El 14 de mayo de 2006, Microsoft lanzó la primera versión en Community Technology Preview de Expression Web. El 5 de septiembre de 2006, Microsoft lanzó la Beta 1. El cambio importante desde el 1 de la CTP fue que se han eliminado la mayoría de los antiguos robots de FrontPage, piezas, funciones y características no estándar. La versión RTM se puso a disposición de 4 de diciembre de 2006.

### Microsoft Expression Web 2
Microsoft Expression Web 2 se lanzó en 2008.
Expression Web 2 ofrece soporte nativo para PHP y Silverlight.

### Microsoft Expression Web 3
Microsoft Expression Web 3 fue lanzado en el 2009. Actualiza su interfaz de usuario, creada con Windows Presentation Foundation, en línea con el resto de aplicaciones de la Suite Expression, e incluye la herramienta SuperPreview, para comparar y renderizar páginas web en diferentes navegadores.

### Microsoft Expression Web 4
Microsoft Expression Web 4 fue lanzado el 7 de junio de 2010.
Añade la opción de complementos HTML y el acceso a una función SuperPreview en línea, para probar las páginas en exploradores no instalados en el sistema del usuario (como exploradores para las plataformas Mac OS X o Linux) de forma en línea. Microsoft Expression Web 4 también incluye un analizador de SEO, que comprueba el Web creado para optimizar y mejorar lo máximo posible su posicionamiento en buscadores.

Debido a su anticipada salida al mercado (menos de un año entre dos versiones), Microsoft ofrece actualizaciones gratuitas a Expression Web 4 a clientes de la tercera versión. Para ello basta con descargar la versión de prueba y automáticamente se activará el software.

## Disponibilidad
En diciembre de 2012, Microsoft anunció que Expression Web ya no sería desarrollado y se volvería un producto gratuito.

## Versiones
| Versión y Build         | Datos                  |
| ----------------------- | ---------------------- |
| 4017.1004 CTP 1         | 14 de mayo de 2006     |
| 4518 RTM                | 4 de diciembre de 2006 |
| 2008.1200.4518.1084 RTM | 1 de mayo de 2008      |

| Versión y Build | Datos                   |
| --------------- | ----------------------- |
| 4.1460.0        | 20 de diciembre de 2012 |